# ¿Quién es el culpable?
¿Quién es el culpable? es una película de Howard Hawks dirigida en el año 1929. Está basada en la novela Trent's Last Case de Edmund Clerihew Bentley de 1913. Es una de las primeras novelas de detectives en que se utiliza la deducción para resolver un caso. El detective es el que da nombre a la novela: Philip Trent.
Se han realizado otras adaptaciones de la novela. Véase Trent's Last Case.

## Otros créditos
- Sonido: Muda
- Color: Blanco y negro
- Asistente de dirección: E.D. Leshin